# What It Feels Like for a Girl (video)
What It Feels Like for a Girl je glazbeni video singl američke pjevačice Madonne. Izdan je 17. travnja 2001. pod Warner Music Vision, a sadržavao je kontroverzni video koji je snimljen pod redateljskom palicom Madonninog tadašnjeg supruga Guya Ritchiea. Video je bio prepun nasilja i zlostavljanja, pa je kao i "Justify My Love bio zabranjen na MTV-u.

## Formati
Singl je izdan na DVD-u, i postao je najprodavaniji DVD singl 2001. godine.
U Sjedinjenim Državama se na DVD-u pojavljuje samo video, dok se u ostalim državama uz video pojavljuju i obrade pjesme koje se mogu naći na CD singlu.
Video je 2001. uključen an posebno 2CD izdanje albuma Music.

## Popis pjesama
Video:
- What It Feels Like for a Girl (Above and Beyond Video Mix)

Audio (samo na DVD-u):
- What It Feels Like for a Girl (Calderone & Quayle Dark Side Mix)
- What It Feels Like for a Girl (Richard Vission Velvet Masta Mix)